# Tsurezure Children
Tsurezure Children (徒然チルドレン, Tsurezure Chirudoren, également connu sous le nom Tsuredure Children) est une série de manga comique au format quatre cases écrite et dessinée par Toshiya Wakabayashi. Le manga a d'abord été publié sur internet depuis octobre 2012, avant d'être édité par Kōdansha en douze volumes tankōbon entre 2012 et 2018.
Une adaptation en série télévisée d'animation par Studio Gokumi a été diffusée au Japon entre juillet et septembre 2017,,.

## Synopsis
Tsurezure Children raconte diverses histoires d'amour sur la façon dont il est si difficile de dire « Je t'aime » entre plusieurs lycéens et lycéennes dans un format anthologique, bien que certaines d'entre elles soient liées d'une manière ou d'une autre.

## Personnages

### Deuxième année
- Haruhiko Takase (高瀬 春彦, Takase Haruhiko?)

Voix japonaise : Kentarō Kumagai,
Dans la classe 1, Haruhiko est un membre du club de football qui s'intéresse à sa camarade de classe Saki Kanda, et l'attend pour qu'elle lui avoue ses sentiments.
- Saki Kanda (神田 沙希, Kanda Saki?)

Voix japonaise : Haruka Miyake,
Également dans la classe 1, Saki est membre du club de soft tennis. Elle est amoureuse de Haruhiko Takase et a tenté de se confesser. Elle discute souvent avec sa camarade de classe Yuki Minagawa.
- Jun Furuya (古屋 純, Furuya Jun?)

Voix japonaise : Kōhei Amasaki,
Également dans la classe 1, Jun est membre du club de radiodiffusion. Sa camarade de classe Yuki Minagawa lui a avoué ses sentiments, mais en raison de sa personnalité blagueuse, il ne sait jamais si Yuki est sérieuse.
- Yuki Minagawa (皆川 由紀, Minagawa Yuki?)

Voix japonaise : Kana Hanazawa,
Également dans la classe 1, Yuki est membre du club de soft tennis. C'est une fille avec beaucoup d'amis donnant l'impression d'être une fille facile, Yuki s'est confessée à son camarade de classe Jun Furuya.
- Takurō Sugawara (菅原 卓郎, Sugawara Takurō?)

Voix japonaise : Kaito Ishikawa,,
Dans la classe 4, Takurō est membre du club de football surnommé « Sugayan ». Il est amoureux de sa camarade de classe Chizuru Takano. Après l'avoir aidée à marcher jusqu'à un arrêt de bus au milieu d'une pluie, il tente de se confesser, mais se retire à la dernière minute.
- Chizuru Takano (高野 千鶴, Takano Chizuru?)

Voix japonaise : Inori Minase,,
Également dans la classe 4, Chizuru est une fille qui se considère comme peu marrante et triste. Quand son camarade de classe Takurō Sugawara l'aide à rejoindre une station de bus après qu'une pluie s'abat sur l'école et a tenté de lui avouer ses sentiments, Chizuru pense que Takurō veut juste lui faire sentir mieux. Bien qu'elle ignore ses sentiments, ainsi que les siens, elle est toujours reconnaissante pour ce qu'il a fait pour elle.
- Takeru Gōda (剛田 武, Gōda Takeru?)

Voix japonaise : Tomoaki Maeno,,
Également dans la classe 4, Goda est un garçon stoïque mais idiot. Il commence à sortir avec Kamine après qu'elle lui a avoué qu'elle l'aimait, mais il n'est pas bon pour lui communiquer ses sentiments et a tendance à créer des malentendus entre eux.
- Ayaka Kamine (上根 綾香, Kamine Ayaka?)

Voix japonaise : Yui Ogura,,
Également dans la classe 4, Kamine est une fille émotive et au grand cœur. Elle s'est déclarée à Goda et commence à sortir avec lui, mais sa nature d'idiot rend difficile pour Kamine de faire avancer leur relation.
- Chiaki Uchimura (内村 千秋, Uchimura Chiaki?)

Voix japonaise : Seiichirō Yamashita
Également dans la classe 4, Chiaki est un garçon maladroit qui aime se moquer de Kana. Il ignorait que lui et Kana sortaient ensemble depuis l'année dernière jusqu'à ce que Kana l'ait signalé. Après cela, il essaie de prendre plus au sérieux leur relation, mais les situations comiques rendent presque impossible de faire des pas vers Kana.
- Kana Ījima (飯島 香奈, Ījima Kana?)

Voix japonaise : Akari Kitō
Également dans la classe 4, Kana est une fille maladroite qui aime animer les blagues de Chiaki, jouant souvent la faire-valoir dans leurs morceaux de comédie. Elle croyait qu'elle et Chiaki sortaient ensemble depuis l'année dernière jusqu'à ce qu'elle se rendit compte qu'il pensait que sa confession était une blague. Elle essaie de faire avancer leur relation, mais les situations comiques perturbent ses plans.
- Ayane Matsuura (松浦 彩音, Matsuura Ayane?)

Voix japonaise : Ayumi Mano
Également dans la classe 4, Ayane est une membre du club de théâtre qui a été rejeté par celui qu'elle aimait et a été réconforté par Katori, à son désarroi.
- Chiyo Kurihara (栗原 ちよ, Kurihara Chiyo?)

Voix japonaise : Ai Kakuma
Dans la classe 1, Chiyo est une fille qui voit souvent Yamane dans le bus et devient attirée pour ce dernier après l'avoir aidé à éviter de se faire agressée. Elle est membre du club de cuisine.
- Takao Yamane (山根 隆夫, Yamane Takao?)

Voix japonaise : Hiro Shimono
Dans la classe 7, Yamane est un otaku avec une faible confiance en soi. Après avoir aidé Chiyo qui a failli être agressée dans un bus, elle s'est déclaré, le rendant confus.
- Tomomichi Motoyama (本山 友道, Motoyama Tomomichi?)

Voix japonaise : Soichiro Hoshi
Également dans la classe 7, Motoyama est un ami otaku de Yamane. Après avoir appris la relation entre Yamane et Chiyo, il tente de les aider avec des résultats variés.
- Kazuko Hosogawa (細川 数子, Hosogawa Kazuko?)

Voix japonaise : Rie Murakawa
Dans la classe 4, Kazuko est une fille qui venait tout juste d'avoir eu le cœur brisé jusqu'à qu'elle a rencontré Katori et en est tombée amoureuse.

### Troisième année
- Masafumi Akagi (赤木 正文, Akagi Masafumi?)

Voix japonaise : Kenshō Ono,,
Dans la classe 8, Akagi est le président du Conseil des Étudiants qui a attrapé Ryōko en train de fumer dans l'enceinte de l'école, et lui a fait du chantage pour devenir sa petite amie afin de garder sa bouche fermée. En réalité, il s'intéresse depuis longtemps à elle et utilise l'incident du tabagisme comme excuse pour se rapprocher d'elle. En dépit de son apparence étouffante et sérieuse, il est un séducteur quand il s'agit de Ryōko.
- Ryōko Kaji (梶 亮子, Kaji Ryōko?)

Voix japonaise : Ayane Sakura,,
Également dans la classe 8, Ryōko est une fille qui ressemble à une délinquante, qui se tient souvent à l'écart de ses camarades de classe et fume après les cours. En dépit de son apparence, Ryōko est en fait une tsundere innocente et est troublée quand Akagi flirte avec elle.
- Shin'ichi Katori (香取 慎一, Katori Shin'ichi?)

Voix japonaise : Daisuke Hirakawa,
Dans la classe 5, Katori est un garçon narcissique et 	extravagant qui se nomme lui-même un « expert en amour ». Il apparaît souvent aux étudiants avec des problèmes impliquant l'amour et les impressionne par son « côté cool » et ses conseils en romance.
- Satsuki Sasahara (笹原 さつき, Sasahara Satsuki?)

Voix japonaise : Maaya Uchida
Dans la classe 2, Satsuki est une fille aux cheveux roses avec deux chignons et une personnalité hyperactive. Malgré l'absence d'intérêt pour l'astronomie, elle a rejoint le club d'astronomie parce qu'elle tombé amoureuse de Hideki. Après qu'il est diplômé, Satsuki est devenu la seule membre du club.

### Première année
- Hotaru Furuya (古屋 ほたる, Furuya Hotaru?)

Voix japonaise : Haruka Tomatsu,
Dans la classe 3, Hotaru est la jeune sœur de Jun avec un complexe pour son frère. Elle déteste tous ceux qui se rapprochent de son frère, et la personnalité facile de Yuki Minagawa l'agace totalement, alors que Yuki semble avoir du plaisir à la taquiner.
- Yūki Kaga (加賀 優樹, Kaga Yūki?)

Voix japonaise : Yuki Hashimoto
Dans la classe 6, Yūki est un étudiant de première année qui a été obligé de rejoindre le club d'astronomie par Satsuki et a fini par développer des sentiments pour elle.
- Kaoru Nanase (七瀬 薫, Nanase Kaoru?)

Voix japonaise : Nana Inami
Dans la classe 9, Kaoru est l'amie d'enfance de Yūki qui l'aime mais a des tendances de tsundere. Elle l'a suivi et a rejoint le club d'astronomie.

### Autres
- Hideki Yukawa (湯川 英樹, Yukawa Hideki?)

Voix japonaise : Daisuke Ono
Hideki était un membre du club d'astronomie avec Satsuki. Il est un homme sérieux qui ne semble pas prendre les confessions de Satsuki comme pour de vrai et se fâche facilement avec. Avant d'être diplômé, il s'avère qu'il aime les confessions de Satsuki tout au long. Il est maintenant un étudiant universitaire dans une ville rurale et est en relation à distance avec Satsuki.

## Production et supports

### Manga
Toshiya Wakabayashi a commencé à publier l'histoire en ligne en octobre 2012 sans lui donner réellement un titre; la série était simplement connue comme « la collection de bande dessinée 4-koma (4コマ漫画, yonkoma, litt. « quatre cases ») de Toshiya Wakabayashi ». Par la suite, ces histoires ont été entièrement redessinées et sont publiées dans le magazine de prépublication de manga Bessatsu Shōnen Magazine de Kōdansha le 9 août 2014, avant d'être déplacées dans le Weekly Shōnen Magazine du même éditeur le 15 avril 2015. En février 2018, Toshiya Wakabayashi a révélé sur Twitter qu'il restait moins d'une vingtaine de chapitres avant la fin de la série jusqu'en juin-juillet 2018, en ajoutant au passage que le douzième volume tankōbon est bel et bien le dernier,. Le 20 juin, il signale que la série se conclura dans les trois prochains chapitres; le dernier est publié dans le 32e numéro du Weekly Shōnen Magazine le 11 juillet,,.

#### Liste des volumes
| no | Japonais                        | Japonais                                                                  |
| no | Date de sortie                  | ISBN                                                                      |
| --- | ------------------------------- | ------------------------------------------------------------------------- |
| 1 | 16 août 2014                    | 978-4-0639-5168-4                                                         |
| 2 | 9 janvier 2015                  | 978-4-0639-5301-5                                                         |
| 3 | 17 juin 2015                    | 978-4-0639-5426-5                                                         |
| 4 | 17 décembre 2015                | 978-4-0639-5515-6                                                         |
| 5 | 15 avril 2016                   | 978-4-0639-5647-4                                                         |
| 6 | 17 août 2016                    | 978-4-0639-5735-8                                                         |
| 7 | 17 février 2017                 | 978-4-0639-5849-2                                                         |
| 8 | 16 juin 2017                    | 978-4-0639-5956-7                                                         |
| 9 | 14 octobre 2017 17 octobre 2017 | 978-4-0635-8847-7 (édition limitée) 978-4-0651-0209-1 (édition régulière) |
| Extra : L'édition limitée japonaise est vendue avec le premier coffret DVD de la série anime qui contient les quatre premiers épisodes.   |                                 |                                                                           |
| 10 | 17 novembre 2017,               | 978-4-0651-0391-3 (édition régulière) 978-4-0639-7041-8 (édition limitée) |
| Extra : L'édition limitée japonaise est vendue avec le deuxième coffret DVD de la série anime qui contient les quatre épisodes suivants.  |                                 |                                                                           |
| 11 | 16 mars 2018,                   | 978-4-0651-1064-5 (édition régulière) 978-4-0639-7042-5 (édition limitée) |
| Extra : L'édition limitée japonaise est vendue avec le troisième coffret DVD de la série anime qui contient les quatre derniers épisodes. |                                 |                                                                           |
| 12 | 17 août 2018                    | 978-4-0651-1794-1                                                         |

### Anime
Annoncé le 15 février 2017 dans le Weekly Shōnen Magazine de Kōdansha, une adaptation en série télévisée anime, réalisé par Hiraku Kaneko au Studio Gokumi, avec le scénario de Tatsuhiko Urahata et les chara-designs d'Etsuko Sumimoto adaptant le design de Wakabayashi,,, a été diffusée au Japon entre le 4 juillet et le 19 septembre 2017 sur Tokyo MX, SUN et BS11,. La série est composée de 12 épisodes, durant chacun une douzaine de minutes,,. NAS est chargé de la production de l’anime. Crunchyroll détient les droits de diffusion en simulcast de la série dans le monde entier, excepté en Asie,.
Inori Minase interprète le générique d'introduction, intitulé Aimaimoko (アイマイモコ), tandis que la chanson Cherry Passport de Yui Ogura sert de générique de fin,,.

### Liste des épisodes
| No                        | Titre français            | Titre japonais     | Titre japonais             | Date de 1re diffusion |
| No                        | Titre français            | Kanji              | Rōmaji                     | Date de 1re diffusion |
| ------------------------- | ------------------------- | ------------------ | -------------------------- | --------------------- |
| 1                         | Déclarations d’amour      | 告白               | Kokuhaku                   | 4 juillet 2017        |
| [Chapitres 1-2-4-5]       |                           |                    |                            |                       |
| 2                         | Le Printemps              | 春                 | Haru                       | 11 juillet 2017       |
| [Chapitres 13-14-16-6]    |                           |                    |                            |                       |
| 3                         | L'Amour à bout portant    | 至近距離恋愛       | Shikin kyori renai         | 18 juillet 2017       |
| [Chapitres 8-3-7-18]      |                           |                    |                            |                       |
| 4                         | Comédie romantique        | ラブコメディ       | Rabu komedi                | 25 juillet 2017       |
| [Chapitres 21-19-20-22]   |                           |                    |                            |                       |
| 5                         | Je t'ai toujours observé  | 遠くから君を見てる | Tōku kara kimi o miteru    | 1er août 2017         |
| [Chapitres 29-27-30-31.5] |                           |                    |                            |                       |
| 6                         | On peut se passer de meuf | に女はいらない     | Oretachi ni onna wa iranai | 8 août 2017           |
| [Chapitres 23-35-25-12]   |                           |                    |                            |                       |
| 7                         | La Faute à la fièvre      | 全部熱のせい       | Zenbu netsu no sei         | 15 août 2017          |
| [Chapitres 40-41-32-45]   |                           |                    |                            |                       |
| 8                         | L'Ange blessé             | 傷だらけの天使     | Kizu darake no tenshi      | 22 août 2017          |
| [Chapitres 46-47-55-28]   |                           |                    |                            |                       |
| 9                         | Case départ               | ふりだし           | Furidashi                  | 29 août 2017          |
| [Chapitres 52-60-53-54]   |                           |                    |                            |                       |
| 10                        | Les Couples               | 恋人たち           | Koibito-tachi              | 5 septembre 2017      |
| [Chapitres 63-64-67-71]   |                           |                    |                            |                       |
| 11                        | L'Accord                  | チューニング       | Chūningu                   | 12 septembre 2017     |
| [Chapitres 74-75-72]      |                           |                    |                            |                       |
| 12                        | Le Début de l'été         | 夏が始まる         | Natsu ga hajimaru          | 19 septembre 2017     |
| [Chapitres 80-81]         |                           |                    |                            |                       |

## Récompense
La série d'animation a été nommée dans la catégorie « Meilleure comédie » lors des Anime Awards 2018 de Crunchyroll,.

### Sources
1. 1 2  (ja) Toshiya Wakabayashi, « 告白 - 徒然チルドレン »,‎ 1er octobre 2012 (consulté le 12 juin 2017)
2. 1 2  (ja) « 永椎晃平「星野、目をつぶって。」＆若林稔弥「徒然チルドレン」が完結 », sur natalie.mu,‎ 11 juillet 2018 (consulté le 17 août 2018)
3. 1 2  (en) « Tsuredure Children 4-Panel Romance Manga Gets TV Anime This Summer », sur Anime News Network, 11 février 2017 (consulté le 12 juin 2017)
4. 1 2  (en) « Tsurezure Children TV Anime Adaptation Announced for Summer – by Studio Gokumi », sur Otaku Tale, 11 février 2017 (consulté le 12 juin 2017)
5. 1 2  « Le manga Tsuredure Children adapté en anime », sur adala-news, 10 février 2017 (consulté le 12 juin 2017)
6. 1 2 3 4 5 6  (en) « Tsurezure Children Cast 2 », sur Moetron, 9 june, 2017 (consulté le 12 juin 2017)
7. 1 2 3 4 5 6 7 8 9  (en) « Tsuredure Children Anime Casts Kentarō Kumagai, Haruka Miyage, Kana Hanazawa », sur Anime News Network, 12 juin 2017 (consulté le 12 juin 2017)
8. 1 2 3 4 5 6  (en) « Tsuredure Children Anime Reveals Main Cast, Theme Song Artists », sur Anime News Network (consulté le 12 juin 2017)
9. 1 2 3 4 5 6  (en) « Tsurezure Children TV anime cast revealed. », sur Moetron, 22 avril 2017 (consulté le 12 juin 2017)
10. 1 2 3 4 5 6  (ja) « Staff&Cast », sur Site officiel (consulté le 12 juin 2017)
11. 1 2 3 4  (en) « Tsuredure Children Anime's 4th Short Promo Video Previews New Cast », sur Anime News Network, 21 juin 2017 (consulté le 27 septembre 2017)
12. ↑  (ja) « 「進撃の巨人」14巻の別カバーが別マガに », sur natalie.mu,‎ 9 août 2014 (consulté le 12 juin 2017)
13. ↑  (ja) « さまざまなカップル描く4コマ「徒然チルドレン」週マガに移籍 », sur natalie.mu,‎ 15 avril 2015 (consulté le 12 juin 2017)
14. ↑  (ja) Toshiya Wakabayashi (@sankakujougi), « 徒然チルドレン、残り20話弱、単行本12巻で終わる予定なのですが、それでも6～7月までかかりますので、もう少しお付き合いください。 », sur Twitter,‎ 6 février 2018 (consulté le 7 février 2018)
15. ↑  (en) « Tsuredure Children Manga to End With 12th Volume », sur Anime News Network, 7 février 2018 (consulté le 7 février 2018)
16. ↑  (en) Rafael Antonio Pineda, « Tsuredure Children Manga Will End in 3 Chapters : Manga will end on July 11 if there are no delays », sur Anime News Network, 21 juin 2018 (consulté le 21 juin 2018)
17. ↑  (ja) Toshiya Wakabayashi (@sankakujougi), « 今週発売の週刊少年マガジンで「徒然チルドレン」が最終回を迎えました。 », sur Twitter,‎ 10 juillet 2018 (consulté le 12 juillet 2018)
18. ↑  (ja) « ON AIR », sur Site officiel (consulté le 12 juin 2017)
19. 1 2 3  « ANNONCE : Encore quatre titres à suivre en simulcast cet été sur Crunchyroll », sur Crunchyroll, 3 juillet 2017 (consulté le 3 juillet 2017)
20. ↑  (en) « Tsuredure Children Anime Premieres on July 4 », sur Anime News Network, 5 juin 2017 (consulté le 12 juin 2017)
21. ↑  (ja) « 『週刊少年マガジン』で連載中 『徒然チルドレン』今夏、TVアニメ化 », sur ORICON NEWS (consulté le 12 juin 2017)
22. ↑  (en) « Crunchyroll to Simulcast Aho-Girl, Elegant Yokai Apartment Life, Netsuzou Trap, Tsuredure Children Anime », sur Anime News Network, 2 juillet 2017 (consulté le 3 juillet 2017)
23. ↑  (ja) « OP、EDアーティスト公開 », sur Site officiel,‎ 26 avril 2017 (consulté le 12 juin 2017)
24. ↑  (ja) « MUSIC », sur Site officiel, 26 avril 2017 (consulté le 24 juin 2017)
25. ↑  GoToon, « Crunchyroll Anime Awards 2018 : les résultats ! : Le palmarès complet », sur Crunchyroll, 25 février 2018 (consulté le 25 février 2018)
26. ↑  (en) Crunchyroll (@Crunchyroll), « Compilation of all of Anime Awards' winners », sur Twitter, 24 février 2018 (consulté le 25 février 2018)

### Œuvres
Édition japonaise
Manga
1. 1 2  (ja) « 徒然チルドレン(1) », sur Kōdansha (consulté le 12 juin 2017)
2. 1 2  (ja) « 徒然チルドレン(2) », sur Kōdansha (consulté le 12 juin 2017)
3. 1 2  (ja) « 徒然チルドレン(3) », sur Kōdansha (consulté le 12 juin 2017)
4. 1 2  (ja) « 徒然チルドレン(4) », sur Kōdansha (consulté le 12 juin 2017)
5. 1 2  (ja) « 徒然チルドレン(5) », sur Kōdansha (consulté le 12 juin 2017)
6. 1 2  (ja) « 徒然チルドレン(6) », sur Kōdansha (consulté le 12 juin 2017)
7. 1 2  (ja) « 徒然チルドレン(7) », sur Kōdansha (consulté le 12 juin 2017)
8. 1 2  (ja) « 徒然チルドレン(8) », sur Kōdansha (consulté le 12 juin 2017)
9. 1 2  (ja) « ＤＶＤ付き　徒然チルドレン（９）特装版 », sur Kōdansha (consulté le 30 octobre 2017)
10. 1 2  (ja) « 徒然チルドレン(9) », sur Kōdansha (consulté le 30 octobre 2017)
11. 1 2  (ja) « 徒然チルドレン(10) », sur Kōdansha (consulté le 22 décembre 2017)
12. 1 2  (ja) « ＤＶＤ付き　徒然チルドレン（１０）特装版 », sur Kōdansha (consulté le 22 décembre 2017)
13. 1 2  (ja) « 徒然チルドレン（１１） », sur Kōdansha (consulté le 1er avril 2017)
14. 1 2  (ja) « ＤＶＤ付き　徒然チルドレン（１１）特装版 », sur Kōdansha (consulté le 22 décembre 2017)
15. 1 2  (ja) « 徒然チルドレン（１２） », sur Kōdansha (consulté le 17 août 2017)